# Bush (landschap)

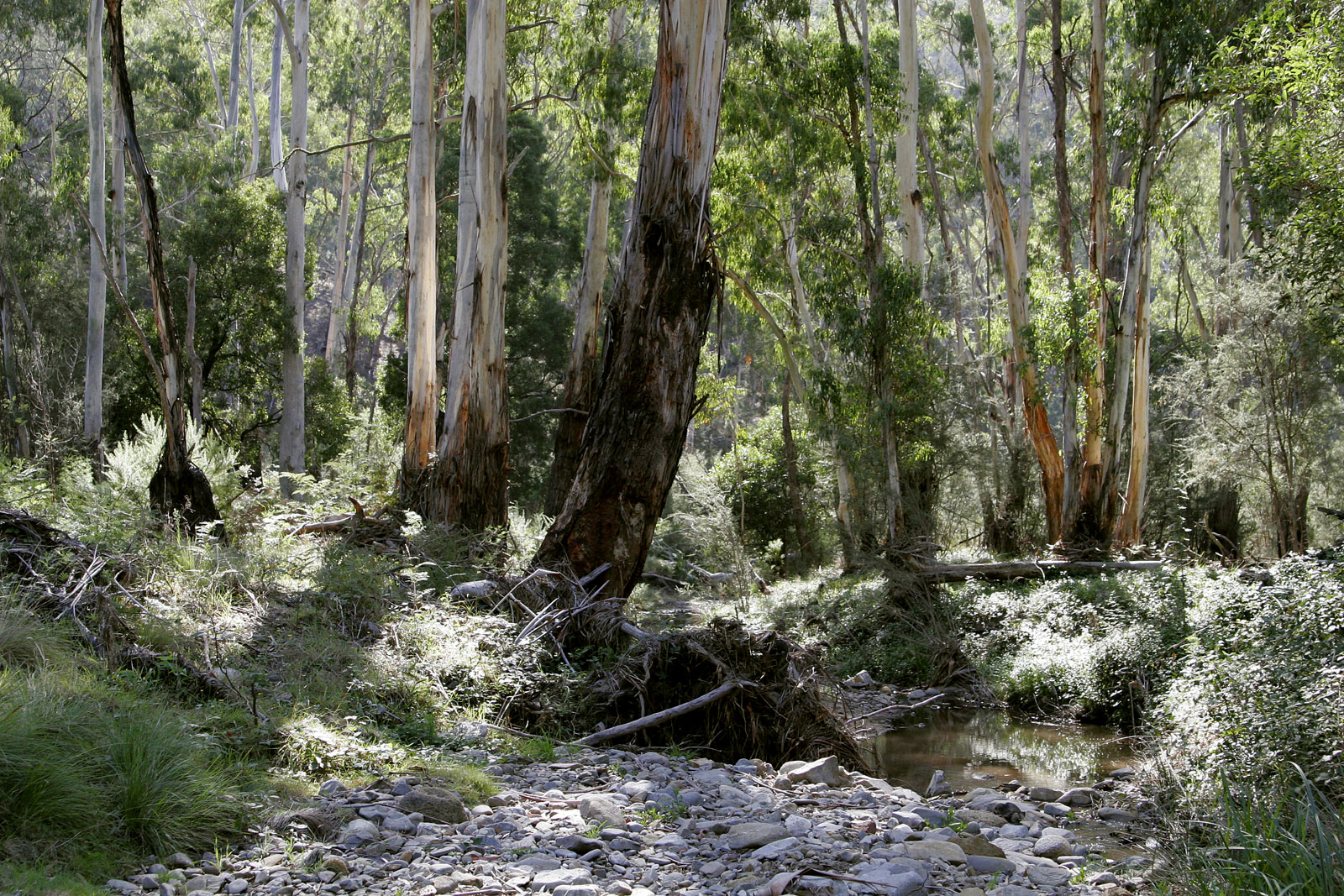
De 'bush' in Australië

Bush is een term die voornamelijk in Australië en Nieuw-Zeeland gebruikt wordt om een landschap aan te duiden dat niet in cultuur gebracht is. De fauna en flora is er doorgaans inheems maar er kunnen ook exoten aanwezig zijn.
De term 'bush' wordt in de Australische en Nieuw-Zeelandse omgangstaal soms als synoniem voor 'backwoods', 'outback' of 'hinterland' gebruikt.

## Etymologie
De term zou afkomstig zijn van het Nederlandse woord bosch/bos. De Afrikaners in Zuid-Afrika duidden met de term onbewerkt land aan. Engelstalige migranten uit Zuid-Afrika introduceerden de term in Australië en Nieuw-Zeeland.

## Gebruik per land

### Australië
De term 'bush' wordt in Australië vooral gebruikt om een niet in cultuur gebracht landschap aan te duiden. Soms maakt men ook gebruik van de term om naar dun bevolkte gebieden te verwijzen, gebieden buiten de belangrijkste bevolkingscentra zoals de landbouw- en mijngebieden. De termen 'bush' en 'outback' worden weleens als synoniem gebruikt maar met de 'outback' wordt toch vooral naar de drogere gebieden van het land verwezen.
In Australië heeft het concept 'bush' een iconische status verworven. Het is er deel gaan uitmaken van de nationale identiteit. Veel vroege Australische mythes en legendes zijn in de 'bush' ontstaan. De vaardigheden van Aborigines' spoorzoekers in de 'bush' namen mythische proporties aan bij de Europese Australiërs. In de tijd dat de Australische kolonies nog gevangenenkolonies waren ontsnapten gevangenen naar de 'bush' en werden 'bushrangers' genoemd. Latere 'bushrangers' zoals Jack Donohue, Ben Hall en Ned Kelly werden als rebelse volkshelden aanbeden.
De 'bush' was en is een inspiratiebron in de kunstwereld. De 19e-eeuwse dichters Henry Lawson en Banjo Paterson worden 'bush poets' genoemd en de kunstschilders van de Heidelberg School zoals Tom Roberts, Arthur Streeton en Frederick McCubbin lieten zich door de 'bush' inspireren. Ook de 'Angry Penguin Painters' uit de jaren 1940 en de 'Hill End Painters' uit de jaren 1950 speelden met het concept.
In 1958 publiceerde Russel Ward The Australian Legend. Daarin werd de typische inwoner van Australië voorgesteld als een antiautoritair vloekend drinkend persoon voor wie vriendschap (En: mateship) het hoogste goed is. De Australische mentaliteit zou zijn ontstaan door het harde pioniersleven in de 'bush'. De typische mentaliteit en de verhouding tot de 'bush' zijn het onderwerp van vele films waaronder Picnic at Hanging Rock (1975), Eliza Fraser (1976), Breaker Morant (1981), Gallipoli (1981), Man from Snowy River (1982), Crocodile Dundee (1986), Evil Angels (1988), Rabbit Proof Fence (2002) en Ten Canoes (2006).
In de omgangstaal wordt 'bush' als affix gebruikt om het landelijk of volks karakter van een concept te benadrukken. Men spreekt bijvoorbeeld over 'bush doof' (een rave die buiten plaatsvindt), 'bush cricket' en 'bush music' (Australische Folk). Doorheen de geschiedenis zijn ook andere samenstellingen ontstaan waaronder:
- 'bush mechanic': iemand die machines op creatief wijze herstelt
- 'bush flying': vliegen naar afgelegen gebieden waar geen landingsbaan ligt
- 'bush medicine': traditionele door de Aborigines gebruikte medicijnen
- 'bush tucker' of 'bushfood': het traditionele voedsel van de Aborigines
- 'bushcraft': technieken om in de natuur te overleven
- 'bushfire': natuurbrand

### Nieuw-Zeeland
In Nieuw-Zeeland wordt de term voornamelijk gebruikt om naar de inheemse bossen te verwijzen, als een synoniem voor jungle. Ten tijde van de kolonisatie werd het echter ook gebruikt om alle nog niet door de kolonisten in cultuur gebrachte delen van de eilanden te benoemen.
Ook in Nieuw-Zeeland wordt 'bush' als affix gebruikt:
- 'bushbash': door de natuur wandelen zonder van de wandelpaden gebruik te maken
- 'bush shirt': Nieuw-Zeelands houthakkershemd, ook wel Swanndri genoemd
- 'bush lawyer': benaming van een aantal inheemse klimplanten of voor een leek die over wetgeving uitweidt
- 'bush walk': korte dagelijkse wandelingen in de Bush
- "going bush": zich in de natuur terugtrekken en als jager/verzamelaar leven
- 'bushman': 19e-eeuwse benaming voor een houthakker in Nieuw-Zeeland, de term verwijst ook naar iemand die verkiest in de 'bush' te leven

### Zuid-Afrika
In Zuid-Afrika gebruikt men de uitdrukking "going to the bush" wanneer men naar een wildpark of -reservaat gaat.

### Alaska en Canada
In Alaska wordt met de term 'bush' verwezen naar elke gemeenschap die niet makkelijk langs het wegennetwerk bereikbaar is. In Canada wordt het op eenzelfde manier gebruikt. De Franstalige Canadezen spreken over 'la brousse' of 'le bois'. In het noorden van Canada wordt met de term verwezen naar de uitgestrekte onontgonnen dennenbossen. In het zuiden van het land wordt de term gewoonlijk niet gebruikt.

### België en Nederland
Naar aanleiding van de wederkerende bosbranden in Australië duikt de term 'bushfires' soms ook in de Nederlandstalige media op.
De term 'bushcraft' vindt in België en Nederland ingang omdat er geen duidelijke vertaling voorhanden is.
In de Nederlandse realityserie Bobo's in the Bush dienen de deelnemers zien te overleven in de jungle.
De Koninklijke Burgers' Zoo wordt soms 'De Bush' of 'Burgers' Bush' genoemd.